# Ортачешме
„Ортачешме“ (на турски: Ortaçeşme) е квартал в район „Бейкоз“ в Истанбул, Турция. Намира се в анадолската част на града и граничи с кварталите „Токаткьой“ на север, „Чамлъбахче“ на запад, „Ялъкьой“ на изток, „Меркез“ на югоизток и „Акбаба“ на изток.